# Georgette Lenoir
Georgette Lenoir est une athlète française, spécialiste des courses de demi-fond. 

## Biographie
Georgette Lenoir est officiellement la première détentrice du record du monde du 800 mètres (2 min 30 s 4 le 20 août 1922 à Paris) et la première détentrice du record du monde du 1 000 mètres (3 min 17 s 4 le 6 août 1922 à Paris).
Lors des Jeux mondiaux féminins de 1922, elle remporte la médaille d'argent du 1 000 mètres, derrière sa compatriote Lucie Bréard.
Licenciée au Fémina Sport, elle remporte le titre du 1 000 m lors des championnats de France d'athlétisme 1925.